# Військові та цивільні втрати України
У цій статті перераховані безповоротні втрати українців у війнах, в яких вони брали участь.

## Перелік
| # | війни                                    | війни                                    | країни                            | роки      | військові втрати | цивільні втрати | всього втрат | населення України | відсоток загиблих |
| - | ---------------------------------------- | ---------------------------------------- | --------------------------------- | --------- | ---------------- | --------------- | ------------ | ----------------- | ----------------- |
| 1 | Російсько-українська війна               | після повномасштабного вторгнення        | Україна                           | 2022—     | 31 000+          | 11 000+         |              |                   |                   |
| 1 | Російсько-українська війна               | до повномасштабного вторгнення           | Україна                           | 2014—2022 | 3885             | 2505            | 6390         | 45 426 200 (2014) |                   |
| 2 | Іракська війна                           | Іракська війна                           | Україна                           | 2003—2008 |                  |                 | 18           | 48 457 000 (2005) |                   |
| 3 | Югославські війни                        | Югославські війни                        | Україна                           | 1992—1995 |                  |                 | 15           | 52 244 000 (1993) |                   |
| 4 | військове вторгнення СРСР до Афганістану | військове вторгнення СРСР до Афганістану | УРСР                              | 1979—1989 |                  |                 | 2378—3087    | 49 609 000 (1979) |                   |
| 5 | Друга світова війна                      | Друга світова війна                      | УРСР Третій Рейх                  | 1939—1945 | 2 500 000        | 5 500 000       | 8 000        | 41 194 000 (1940) | 19,42 %           |
| 6 | Угорсько-українська війна                | Угорсько-українська війна                | Карпатська Україна                | 1939      | 430              |                 | 2000—6500    |                   |                   |
| 7 | Радянсько-українська війна               | Радянсько-українська війна               | УНР УСРР                          | 1917—1921 |                  |                 | 500 000      | 50 230 600 (1918) |                   |
| 8 | Польсько-українська війна                | Польсько-українська війна                | УНР                               | 1918–1919 |                  |                 | 15 000       | 50 230 600 (1918) |                   |
| 9 | Перша світова війна                      | Перша світова війна                      | Російська імперія Австро-Угорщина | 1914—1917 | 450 000          | 140 000         | 590 000      | 40 000 000 (1913) |                   |